# Paul Wanner
Paul Wanner (* 23. Dezember 2005 in Dornbirn, Österreich) ist ein deutsch-österreichischer Fußballspieler. Er steht beim FC Bayern München unter Vertrag und spielt meist im offensiven Mittelfeld oder als Flügelspieler. Im Jahr 2022 wurde er beim FC Bayern kurz nach seinem 16. Geburtstag zum jüngsten Spieler der Vereinsgeschichte in der Bundesliga sowie später zum jüngsten deutschen Meister und jüngsten Spieler des FC Bayern in der Champions League.

## Karriere

### Vereine
Paul Wanner spielte bis zur E-Jugend beim SV Amtzell und wechselte von dort in die Jugend des FV Ravensburg aus der nahegelegenen Kreisstadt. In Ravensburg galt er frühzeitig als Ausnahmetalent und spielte dort meist schon für ältere Jahrgänge, so bereits als 12-Jähriger in der U15-Oberliga. Ebenso war er dort Teil des Förderkaders des Bundesligisten SC Freiburg, der Kooperationspartner des FV Ravensburg ist. Wanner war im Visier der Scouts diverser Bundesligavereine und so erfolgte noch als 12-Jähriger der Wechsel zum FC Bayern Campus, dem Nachwuchsleistungszentrum des FC Bayern München. In der Saison 2020/21 war Wanner dort noch Teil der U16, der jüngeren B-Junioren-Mannschaft des deutschen Rekordmeisters, rückte dann aber bereits zur Saison 2021/22 als 15-Jähriger direkt zu den A-Junioren (U19) auf. Der offensive Mittelfeldspieler kam auf Anhieb zu regelmäßigen Einsätzen, nicht nur in der A-Junioren-Bundesliga, sondern auch auf internationaler Ebene in der UEFA Youth League; zweimal lief er zudem für die U17 in der B-Junioren-Bundesliga auf. Während der Länderspielpause im November 2021 trainierte der 15-Jährige unter Julian Nagelsmann erstmals mit der Profimannschaft.
Anfang Januar 2022 war der Profikader aufgrund von Corona-Infektionen, Verletzungen und Abstellungen zum Afrika-Cup 2022 stark dezimiert. Am Tag vor dem 18. Spieltag wurde Wanner zusammen mit seinem U19-Teamkollegen Arijon Ibrahimović aus dem Trainingslager der deutschen U17-Nationalmannschaft in Spanien nach München eingeflogen, um am Abschlusstraining der ersten Mannschaft teilzunehmen. Am 7. Januar 2022 debütierte Wanner im Alter von 16 Jahren und 15 Tagen in der Bundesliga, als er bei der 1:2-Heimniederlage gegen Borussia Mönchengladbach in der Schlussphase eingewechselt wurde. Damit wurde er zum bis dahin jüngsten Spieler in der Bundesligahistorie des FC Bayern und hinter Youssoufa Moukoko (16 Jahre und ein Tag) zum bis dahin zweitjüngsten Spieler der Bundesligageschichte. Zum 1. Februar 2022 erhielt Wanner seinen ersten Profivertrag. Am 23. April 2022 sicherte sich der FC Bayern mit einem 3:1-Heimsieg gegen Borussia Dortmund vorzeitig den zehnten Meistertitel in Folge. Mit 16 Jahren und 121 Tagen wurde Wanner zum jüngsten Spieler, der je Deutscher Meister wurde. Wanner kam nach seinem Debüt noch zu drei weiteren Einwechslungen in der Bundesliga und spielte ansonsten für die U19.
Am 12. Oktober 2022 wurde Wanner im Alter von 16 Jahre und 293 Tagen zum jüngsten Spieler des FC Bayern in der Champions League, als er beim 4:2-Auswärtssieg gegen Viktoria Pilsen im Laufe der zweiten Halbzeit eingewechselt wurde. Insgesamt kam er in der Saison 2022/23 zu vier Pflichtspieleinsätzen für die Bayern, jeweils zwei in Liga und Champions League.
Anfang September 2023 wurde er am letzten Tag der Transferperiode bis zum Ende der Saison 2023/24 in die 2. Bundesliga an den Aufsteiger SV Elversberg verliehen. Dort überzeugte er und kam in 28 Ligaspielen zum Einsatz, in denen er sechs Treffer erzielte. Mit Ablauf der Leihfrist kehrte Wanner zum FC Bayern München zurück, nachdem er am letzten Spieltag im Heimspiel gegen den Karlsruher SC mit sieben weiteren Spielern verabschiedet wurde.
Für die Saison 2024/25 wurde Wanner vom FC Bayern an den 1. FC Heidenheim verliehen. In seinen ersten vier Einsätzen erzielte er direkt vier Tore, jeweils eins im DFB-Pokal und in der Conference League sowie zwei in der Bundesliga, hinzu kamen noch zwei Vorlagen. Holger Sanwald, Vorstandsvorsitzender des 1. FC Heidenheim, bezeichnete Wanner daraufhin in einem kicker-Interview Ende August 2024 als „eines der größten Talente [...] im deutschen Fußball“. Wanner sicherte sich mit seinem Treffer am 2. Spieltag gegen den FC Augsburg zudem gleich zwei Bundesliga-Rekorde. In der neunten Spielminute erzielte er als jüngster Spieler jemals im Alter von 18 Jahren und 253 Tagen sein erstes Strafstoßtor im deutschen Fußball-Oberhaus. Darüber hinaus avancierte der Offensivspieler auch zum jüngsten Spieler, der jeweils an den ersten beiden Spieltagen der Bundesliga ins Tor getroffen hat. Insgesamt kam Wanner in 29 Bundesligaspielen und den beiden Relegationsspielen gegen den SV Elversberg zum Einsatz, in denen die Heidenheimer schließlich die Klasse hielten.

### Nationalmannschaft
Wanner ist für den DFB und ÖFB spielberechtigt. Bereits im November 2019 war der seinerzeit noch 13-Jährige zu einem Lehrgang der deutschen U15-Nationalmannschaft eingeladen worden, erstmals zum Einsatz für eine DFB-Auswahlmannschaft kam er jedoch erst im August 2021, als er für die deutsche U17-Nationalmannschaft auflief. Im Oktober 2021 bestritt er mit dem Team in Rumänien die erste Phase der Qualifikation zur U17-Europameisterschaft 2022. Alle drei Spiele der Qualifikationsgruppe wurden gewonnen, Wanner zählte bei zwei der drei Spielen zur Startelf und schoss dabei zwei Tore. Auch in der zweiten Phase der Qualifikation, die im März 2022 in Schottland stattfand, gewann die deutsche U17 alle drei Gruppenspiele. Wanner absolvierte dabei alle Partien über die volle Distanz und erzielte einen Treffer gegen Tschechien. Bei der folgenden Endrunde, die im Mai und Juni 2022 in Israel stattfand, erzielte er in drei Partien einen Treffer, schied jedoch mit seinem Team im Viertelfinale im Elfmeterschießen gegen den späteren Europameister Frankreich aus.
Im November 2022 wurde Wanner von Ralf Rangnick in die österreichische Nationalmannschaft berufen, die sich nicht für die Weltmeisterschaft 2022 in Katar qualifizieren konnte und daher Testspiele bestritt. Wanner sollte laut dem ÖFB die Möglichkeit erhalten, sich einen Eindruck vom Verband zu verschaffen und das Trainerteam samt Mannschaft kennenzulernen. Zudem wurde vereinbart, dass er bei den Spielen gegen die Nationalmannschaften Andorras und Italiens nicht zum Einsatz kommt.
Ab November 2023 war Wanner Spieler der deutschen U20-Nationalmannschaft. Im September 2024 sollte er erstmals für die U21-Nationalmannschaft nominiert werden, sagte aber in Abstimmung mit Trainer Antonio Di Salvo ab, um sich zunächst auf die Bundesliga zu konzentrieren, bis er im Oktober schließlich eine Einladung zur Mannschaft annahm. Sein Debüt feierte er am 11. Oktober beim 2:1-Sieg gegen Bulgarien, bei dem er zum Ende der zweiten Hälfte für Ansgar Knauff eingewechselt wurde. Mit dem Sieg löste er mit Deutschland das U21-EM-Ticket. Sein Startelfdebüt feierte er nur vier Tage später beim 3:3-Unentschieden gegen Polen, bei dem er bereits in der ersten Halbzeit per Volleyschuss außerhalb des Strafraumes sein erstes Tor für die U21 und die zwischenzeitliche 2:1-Führung erzielte.
Nach Medienberichten wollte Bundestrainer Julian Nagelsmann Wanner für die Spiele der UEFA Nations League im November 2024 erstmals für die deutsche A-Nationalmannschaft nominieren. Wanner lehnte die Einladung ab und wird zunächst weiterhin für die U-21-Auswahl auflaufen. Auch eine weiterhin ausstehende finale Entscheidung Wanners zwischen der deutschen und der österreichischen Nationalmannschaft wird als möglicher Grund für die Absage vermutet.
Wanner nimmt für Deutschland an der U-21-Fußball-Europameisterschaft 2025 teil und verzichtete hierfür auf eine mögliche Teilnahme mit dem FC Bayern an der parallel stattfindenden FIFA-Klub-Weltmeisterschaft.

## Erfolge
- Deutscher Meister: 2022, 2023

## Persönliches
Wanner wurde im österreichischen Dornbirn geboren und wuchs größtenteils in Deutschland im baden-württembergischen Amtzell auf. Er besitzt neben der deutschen auch die österreichische Staatsbürgerschaft. Seine Mutter ist Österreicherin. Sein Vater Klaus, Deutscher, war ebenfalls Fußballspieler und als Mittelfeldspieler in Österreich für die Vorarlberger Vereine SC Austria Lustenau und FC Hard in der drittklassigen Regionalliga West aktiv. Mit Lustenau erreichte er in der Saison 1991/92 das Achtelfinale des ÖFB-Cups, mit Hard 1995 das Viertelfinale. Sein Cousin Jannik ist ebenfalls als Fußballspieler tätig. Wanner hat das Gymnasium München-Nord besucht, eine Eliteschule des Sports/Fußballs.